# Spitz (együttes)
Spitz (スピッツ; Hepburn: Supittsu) japán rockzenekar, melyet 1987-ben alapított négy egyetemi diák; Kuszano Maszamune (ének, gitár), Miva Tecuja (gitár), Tamura Akihiro (basszusgitár), illetve Szakijama Tacuo (dobok).
Első próbálkozásaik a zenei pályán nem voltak sikeresek. 1995-ben következett be az áttörés Robison című kislemezük megjelenésével, az eladás meghaladta az 1,6 milliót. Ezt követő nagylemezük, a Hacsimicu négyszeres platinalemez lett, továbbá megnyerték a legjobb albumnak járó díjat a 37. Japan Record Awardson.
A zenekar több mint húsz éve töretlen a japán zenei piacon, a kezdeti nehézségeket hatalmas siker követte. Több mint 20 millió példányt adtak el lemezeikből, kislemezeikből.

## Az együttes története
A zenekar neve az énekestől, Kuszanotól származik. A spitz német jelentése hegyes, éles, úgy gondolta ez illene a zenéhez, amit képviselnek. Nagyon tetszett neki az s és a p hang egymás utánisága, amely még különlegesebbé tette nevüket. Továbbgondolva a spitz utalhat Japán híres kutyafajtájára a japán spiccre, mely Európában egyre népszerűbb.
Nevük miatt 1999-től minden évben rendeznek egy rajongói találkozót a Spitzbergákon.
Zenéjüket gyakran sorolják a pop kategóriába, a zenekar azonban rockegyüttesként tekint magára, akik dallamosabb elemeket is felhasználnak. Eredetileg hard rock zenekarként indultak.
Nagyon fontos számukra a kapcsolat a közönséggel, ezért sosem játszottak nagy színpadon. Kuszano így nyilatkozott erről: „Eddig még nem gondoltunk arra, hogy játszunk a Nippon Budókanban, de ez nem jelenti azt, hogy soha nem is fogunk.”

### 1986–1990: A kezdetek
1986 tavaszán találkozott először Kuszano Maszamune és Tamura Akihiro, akik a Tokió Zokei Egyetem hallgatói voltak. Megalapították első együttesüket Ono Acusi dobossal karöltve, mely a Cheetahs („Gepárdok”) nevet viselte. Kuszano által hamarosan csatlakozott hozzájuk Nisivaki Taku gitáros. Ekkor változtatták meg a zenekar nevét Spitzre, azonban nem folytatták az együtt zenélést. Kuszano elhagyta a Zokei Egyetemet és helyette a Musashino Művészeti Egyetemen tanult tovább, így a zenekar 1987 körül feloszlott.
A külön úton folytatott tanulmányok mellett is megmaradt Kuszano és Tamura barátsága, gyakran találkoztak és felvetették újra az ötletet egy zenekar megalapítására. Tamura bemutatta egyik barátját Miva Tecuját, aki gitárosként csatlakozott hozzájuk. Miva érkezésével a dobos kérdés is megoldódott, beajánlotta régi, gyerekkori barátját Szakijama Tacuót.
A zenekar készen állt az indulásra, tényleges megalakulásuk óta egyszer sem történt tagcsere.
1988-tól adódtak első fellépési lehetőségeik, játszottak például a Shinjuku Jamben és a Shibuya Yaneurában.
Kuszanót zeneileg rendkívül befolyásolta a The Blue Hearts nevű japán punk-rock zenekar. Megpróbált azokkal az eszközökkel élni, mint Kómoto Hiroto énekes, azonban azt a tanácsot kapta, ha nem találja meg a saját stílusát illetve a zenekarét, akkor sosem fognak előrébb jutni.
Ekkor kezdték el alkalmazni az akusztikus gitár elemeket, mely jobban illeszkedett saját hangszínéhez. A legelső dalok, amelyek megjelentek, mint például az Ai no uta vagy a Hibari no kokoro már ezután a zenei váltás után születtek.
1988 novemberében megjelent egyszeri kiadással bakelit kislemezük, melyen a következő két dal szerepelt; Tori ni natte, UFO no mieru oka.
1989-ben valóra vált álmuk és felléphetek a Shinjuku Loftban, mely Japán egyik leghíresebb zenei klubja volt akkoriban. Egy évvel később már 300 ember előtt játszottak.
1990. március 21-én jelent meg első albumuk mely a Hibari no kokoro címet viselte.

### 1991–1992: Kezdeti sikertelenség
1991. március 25-én megjelent második albumuk Spitz címmel, továbbá egy kislemez mely a legelső album címét kapta. A rákövetkező hónapban a Spitz album egyik dala, a Ninoude no szekai, az oszakai rádiók egyik legjátszottabb dala lett.
Leszámítva néhány koncertet, ebben az évben a stúdióban töltötték legtöbb idejüket.
Harmadik albumuk, a Namae vo cukete jaru kilenc hónappal később jelent meg és a zenekar 1992 februárjában turnéra indult.
Ebben az időszakban sem albumuk, sem kislemezük nem került fel a zenei listákra, sikertelen időszak volt. A lemezeladások csökkenni kezdtek.

### 1993–1996: Áttörés
Annak ellenére, hogy a zenekar nem tartotta fontosnak a kereskedelmi sikert, úgy érezték a kiadó felé muszáj bizonyítaniuk. Igyekeztek mindent elkövetni, hogy következő lemezük (Crispy!) megfeleljen az elvárásoknak. Együtt dolgoztak Szazsadzsi Maszanorival, aki ekkor már elismert producer volt, de a közreműködés nem ment zökkenőmentesen. A megjelenés után úgy látszott a Crispy! sem hozza meg a várt sikert.
Kuszano önmagát hibáztatta a kudarcért, úgy érezte hangja nem felel meg a zenepiac elvárásainak.
Hamarosan azonban történt valami. Az album egyik dala a Kimi ga omoide ni naru mae lassan felkerült az Oricon listára és elérte a 33. helyezést. A csapat bizakodni kezdett. Elhatározták, hogy megpróbálják rendezni kapcsolatukat Szazsadzsival és újra közösen együtt működni. A jegyeladások és album eladások nőttek, így a zenekar egyre több helyen léphetett fel.
1994-től együtt dolgoztak Hidzsikata Takajuki producerrel, olyan slágerek születtek, mint a Szora mo toberuhazu vagy az Aoi kuruma. Következő albumuknál ismét együtt működtek Szazsadzsival, így a Szora no tobikata már megjelenésekor a 14. helyet érte el.
Ebben az évben olyan elismert zenei tv műsorokban hívták meg a zenekart, mint a Music Station, a Pop Jam és a Count Down TV.
1995. április 5-én megjelent Robinson című kislemezük a mai napig egyik legnagyobb slágerükként van számon tartva, az eladás meghaladta 1,6 milliót. Az Oricon zenei listáján a 10. helyezést kapta, és több mint harminc hétig maradt az első tíz helyezett között.
A zenekar sokáig nem is érezte mekkora sikert arattak, míg nem Oszakában az egyik fellépésük alkalmával hangos éljenzéssel fogadta őket a közönség.
Szeptemberben megjelenő albumuk a Hacsimicu több millió példányban kelt el. Októberben elindultak életük első hosszabb turnéjára, mely negyven koncertet tartalmazott.
1996-ban a Szora mo toberu hazu című slágerüket felhasználták a Hakuszen nagasi dorama főcímdalaként, és elérték az Oricon eladási listájának első helyezését is elérték. Utóbbi daluk a mai napig az iskolai ballagások egyik himnuszaként van számon tartva Japánban.
Ez év októberében megjelent újabb albumuk az Indigo csiheiszen és a zenekar ismételten turnéra indult, immár 70 koncertet meghirdetve.

### 1997–2000: A siker
1997-ben Szaszadzsi Maszanori visszavonult, a zenekar pedig lassan érezni kezdte, hogy nem függhetnek örökké a kiadó és a producerek elvárásaitól, saját lábra kell, hogy álljanak.
Megrendezték Oszakában a Rock Rock konnicsiva!-ra keresztelt koncertet, melyet utána évente megtartottak. Visszatértek a Shinjuku Loftba, ahol titkos koncertet tartottak, és saját, „amatőr” dalaikat játszották.
1998-ban Tanaja Júicsivel hangszerelővel dolgoztak együtt a Fake Fur című új stúdióalbumukon.
Májusban Kudzsi Hiroko billentyűs csatlakozott a zenekar turnéjához, és azóta minden turné állandó résztvevője. A turné alatt elkezdték felvenni következő középlemezük, a 99ep anyagát, melyben már Kudzsi is részt vett.
1999 szeptemberében és októberében az Egyesült Államokban tartózkodtak, további dalokon, kislemezen dolgozva, Stephen Mackersen segédletével.
Míg Amerikában dolgozott a zenekar, a kiadó elhatározta, hogy kiad egy válogatásalbumot. A zenekar nem értett egyet ezzel a döntéssel, a lemez mégis megszületett. Rendkívül sikeres lett, több mint két millió példányban kelt el. A siker ellenére a zenekar a mai napig nem érzi saját magáénak az albumot.
2000-ben Isida Sókicsi producerrel dolgoztak együtt az új stúdió albumon. A Hajabusza teljesen eltér a korábbi lemezektől, sokkal lágyabb, a keményebb rock stílust elhagyták. Ezáltal egy új kép alakult ki a zenekarról. Ebben az évben egy 100 koncertes turnéra indultak.

### 2001-től napjaink
A 2002-ben megjelent albumuk, a Mikazuki Rock visszatért a megszokott zenei eszközökhöz és rock dallamokhoz. Annak ellenére, hogy 2003-ban nem dolgoztak stúdióban egyik daluk a Start Gazer az Ainori dorama főcímdala lett, és az Oricon lista első helyére került, sok új, fiatal rajongót szerezve a zenekarnak.
2005-ben jelent meg következő nagylemezük, a Souvenir.
2007-ben ünnepelte a zenekar 20. születésnapját, ebben az évben megjelent albumuk a Szazanami CD volt.
Új lemez megjelenésére sokat kellett várnia a rajongóknak, 2010-ben végül megszületett a Togemaru.
2010 óta két új albumot adtak ki, az egyik 2012-ben (Orutana), melyet 2013-ban még egy követett (Csiiszana ikimono).

## Tagok
Kuazano Maszamune (草野マサムネ; Hepburn: Masamune Kusano) - ének, gitár
Miva Tecuja (三輪テツヤ; Hepburn: Tetsuya Miwa) - gitár
Tamura AKihiro (田村明浩; Hepburn: Akihiro Tamura) - basszusgitár
Szakijama Tacuo (崎山龍男; Hepburn: Tatsuo Sakiyama) - dobok

## Diszkográfia

### Kislemezek
| #  | Megjelenés                           | Cím                                   | Formátum | Katalógusszám       | Oricon helyezés | Hetek az Oriconon | Album                   | Válogatásalbum |
| -- | ------------------------------------ | ------------------------------------- | -------- | ------------------- | --------------- | ----------------- | ----------------------- | -------------- |
| 1  | 1991. március 25. 2000. június 28.   | Hibari no kokoro                      | CD-S CD  | PODH-1033 POCH-1973 |                 |                   | Spitz                   | 1991-1997      |
| 2  | 1991. június 25. 2000. június 28.    | Nacu no mamono                        | CD-S CD  | PODH-1044 POCH-1974 |                 |                   | Spitz                   | 1991-1997      |
| 3  | 1991. október 25. 2000. június 28.   | Madzsó tabi ni deru                   | CD-S CD  | PODH-1058 POCH-1975 |                 |                   | Namae vo cukete jaru    | 1991-1997      |
| 4  | 1992. augusztus 26. 2000. június 28. | Vakuszei no kakera                    | CD-S CD  | PODH-1088 POCH-1976 |                 |                   | Vakuszei no kakera      | 1991-1997      |
| 5  | 1992. november 26. 2000. június 28.  | Hinata no mado ni akogarete           | CD-S CD  | PODH-1099 POCH-1977 |                 |                   | Vakuszei no kakera      | 1991-1997      |
| 6  | 1993. július 25. 2000. június 28.    | Hadaka no mama de                     | CD-S CD  | PODH-1155 POCH-1978 |                 |                   | Crispy!                 | 1991-1997      |
| 7  | 1993. október 25. 2000. június 28.   | Kimi ga omoide ni naru mae ni         | CD-S CD  | PODH-1170 POCH-1979 | 33              | 19                | Crispy!                 | 1991-1997      |
| 8  | 1994. április 25. 2000. június 28.   | Szora mo toberu hazu                  | CD-S CD  | PODH-1196 POCH-1980 | 1               | 20                | Szora no tobikata       | 1991-1997      |
| 9  | 1994. július 20. 2000. június 28.    | Aoi kuruma                            | CD-S CD  | PODH-1210 POCH-1981 | 27              | 6                 | Szora no tobikata       | 1991-1997      |
| 10 | 1994. október 26. 2000. június 28.   | Spider                                | CD-S CD  | PODH-1227 POCH-1982 | 34              | 4                 | Szora no tobikata       | 1991-1997      |
| 11 | 1995. április 25. 2000. június 28.   | Robinson                              | CD-S CD  | PODH-1243 POCH-1983 | 4               | 36                | Hacsimicu               | 1991-1997      |
| 12 | 1995. július 25. 2000. június 28.    | Namidaga kirari                       | CD-S CD  | PODH-1265 POCH-1984 | 2               | 16                | Hacsimicu               | 1991-1997      |
| 13 | 1996. április 10. 2000. június 28.   | Cherry                                | CD-S CD  | PODH-1305 POCH-1985 | 1               | 27                | Indigo csiheiszen       | 1991-1997      |
| 14 | 1996. szeptember 9. 2000. június 28. | Nagisza                               | CD-S CD  | PODH-1320 POCH-1986 | 1               | 17                | Indigo csiheiszen       | 1991-1997      |
| 15 | 1997. január 29. 2000. június 28.    | Scarlet                               | CD-S CD  | PODH-1335 POCH-1987 | 1               | 12                | Fake Fur                | 1991-1997      |
| 16 | 1997. április 23. 2000. június 28.   | Jume dzsanai                          | CD-S CD  | PODH-1355 POCH-1988 | 6               | 12                | Crispy!                 | 1997-2005      |
| 17 | 1997. november 27. 2000. június 28.  | Unmei no hito                         | CD-S CD  | PODH-1387 POCH-1989 | 3               | 11                | Fake Fur                | 1997-2005      |
| 18 | 1998. március 18. 2000. június 28.   | Cumetai hoho/Sei sei!                 | CD-S CD  | PODH-1410 POCH-1990 | 5               | 6                 | Fake Fur                | 1997-2005      |
| 19 | 1998. július 7. 2000. június 28.     | Kaede/Spica                           | CD-S CD  | PODH-1424 POCH-1991 | 10              | 8                 | Fake Fur/Kacsófúgecu    | 1997-2005      |
| 20 | 1999. április 28. 2000. június 28.   | Nagarebosi                            | CD-S CD  | PODH-1477 POCH-1992 | 27              | 3                 | Kacsófúgecu             | 1997-2005      |
| 21 | 2000. április 26.                    | Hotaru                                | CD       | POCH-1934           | 6               | 10                | Hajabusza               | 1997-2005      |
| 22 | 2000. június 21.                     | Memories/Hóró kamome va doko made mo  | CD       | POCH-1962           | 3               | 7                 | Iroiro goromo/Hajabusza | 1997-2005      |
| 23 | 2001. május 16.                      | Haruka                                | CD       | UPCH-5055           | 3               | 10                | Mikazuki Rock           | 1997-2005      |
| 24 | 2001. október 11.                    | Jumeoi musi                           | CD       | UPCH-5070           | 3               | 6                 | Iroiro goromo           | 1997-2005      |
| 25 | 2001. december 12.                   | Szavatte kavatte                      | CD       | UPCH-5075           | 7               | 6                 | Mikazuki Rock           | 1997-2005      |
| 26 | 2002. augusztus 7.                   | Hanemono                              | CD       | UPCH-5110           | 4               | 4                 | Mikazuki Rock           | 1997-2005      |
| 27 | 2002. augusztus 7.                   | Mizuiro no macsi                      | CD       | UPCH-5111           | 5               | 4                 | Mikazuki Rock           | 1997-2005      |
| 28 | 2004. január 21.                     | Star Gazer                            | CD       | UPCH-5230           | 1               | 13                | Iroiro goromo           | 1997-2005      |
| 29 | 2004. november 10.                   | Maszajume                             | CD       | UPCH-5277           | 4               | 14                | Souvenir                | 1997-2005      |
| 30 | 2005. április 20.                    | Haru no uta/Teku teku                 | CD       | UPCH-5305           | 5               | 10                | Souvenir/Orutana        | 1997-2005      |
| 31 | 2006. július 12.                     | Mahó no kotoba                        | CD       | UPCH-5405           | 5               | 15                | Szazanami CD            |                |
| 32 | 2007. április 18.                    | Looking For                           | CD       | UPCH-5455           | 3               | 8                 | Szazanami CD            |                |
| 33 | 2007. augusztus 1.                   | Gundzsó                               | CD       | UPCH-5485           | 4               | 7                 | Szazanami CD            |                |
| 34 | 2008. november 5.                    | Vakaba                                | CD       | UPCH-5565           | 5               | 7                 | Togemaru                |                |
| 35 | 2009. augusztus 26.                  | Kimi va taijó                         | CD       | UPCH-5620           | 7               | 6                 | Togemaru                |                |
| 36 | 2010. június 23.                     | Cugumi                                | CD       | UPCH-5659           | 4               | 7                 | Togemaru                |                |
| 37 | 2010. szeptember 29.                 | Siro kuma/Beginner                    | CD       | UPCH-5669           | 4               | 5                 | Togemaru                |                |
| 38 | 2013. május 15.                      | Szaraszara/Boku va kitto tabi ni deru | CD       | UPCH-5798           | 5               | 7                 | Csiiszana ikimono       |                |
| 41 | 2016. április 27.                    | Minato                                | CD       | UPCH-5875           | 6               | 8                 | Szamenai                |                |

#### Digitális kislemezek
| #      | Megjelenés        | Cím                     | Megjegyzés                                                          |
| ------ | ----------------- | ----------------------- | ------------------------------------------------------------------- |
| 1 (39) | 2014. július 15.  | Ai no kotoba (2014 Mix) | A Hacsimicu albumon megjelent hasonló című dal újrakevert változata |
| 2 (40) | 2015. április 15. | Jukikaze                | Az együttes első teljesen új digitális kislemeze                    |

### Albumok
| Cím                                                                 | Megjelenés                                                | Katalógusszám | Oricon helyezés | Hetek az Oriconon |
| ------------------------------------------------------------------- | --------------------------------------------------------- | --- | --------------- | ----------------- |
| középlemez Hibari no kokoro                                         | 1990. március 21.                                         | PMC-002 |                 |                   |
| 1. nagylemez Spitz                                                  | 1991. március 25. 2002. október 16. 2008. december 17.    | POCH-1080 UPCH-1181 UPCH-1671 |                 |                   |
| 2. nagylemez Namae vo cuketejaru                                    | 1991. november 25. 2002. október 16. 2008. december 17.   | POCH-1103 UPCH-1182 UPCH-1672 |                 |                   |
| középlemez Aurora ni narenakatta hito no tame ni                    | 1992. április 25. 2002. október 16. 2008. december 17.    | POCH-1133 UPCH-1183 UPCH-1673 |                 |                   |
| 3. nagylemez Hosi no kakera                                         | 1992 szeptember 26. 2002. október 16. 2008. december 17.  | POCH-1148 UPCH-1184 UPCH-1674 |                 |                   |
| 4. nagylemez Crispy!                                                | 1993. szeptember 26. 2002. október 16. 2008. december 17. | POCH-1270 UPCH-1185 UPCH-1675 | 27              | 17                |
| 5. nagylemez Szora no tobikata                                      | 1994. szeptember 21. 2002. október 16. 2008. december 17. | POCH-1392 UPCH-1186 UPCH-1676 | 4               | 58                |
| 6. nagylemez Hacsimicu                                              | 1995. szeptember 20. 2002. október 16. 2008. december 17. | POCH-1527 UPCH-1187 UPCH-1677 | 1               | 57                |
| 7. nagylemez Indigo csiheiszen                                      | 1996. október 23. 2002. október 16. 2008. december 17.    | POCH-1605 UPCH-1188 UPCH-1678 | 1               | 29                |
| 8. nagylemez Fake Fur                                               | 1998. március 25. 2002. október 16. 2008. december 17.    | POCH-1685 UPCH-1189 UPCH-1679 | 1               | 21                |
| középlemez 99ep                                                     | 1999. január 1.                                           | POCH-1750 | 8               | 7                 |
| különleges album Kacsófúgecu                                        | 1999. március 25.                                         | POCH-1776 | 3               | 10                |
| válogatásalbum Recycle Greatest Hits of Spitz                       | 1999. december 15.                                        | POCH-1900 | 1               | 238               |
| 9. nagylemez Hajabusza                                              | 2000. július 26. 2008. december 17.                       | POCH-4001 UPCH-1680 | 3               | 9                 |
| 10. nagylemez Mikazuki Rock                                         | 2002. szeptember 11. 2008. december 17.                   | UPCH-1172 UPCH-1681 | 1               | 19                |
| különleges album Iroiro goromo                                      | 2004. március 17.                                         | UPCH-1335 | 1               | 22                |
| 11. nagylemez Souvenir                                              | 2005. január 12. 2008. december 17.                       | UPCH-1380 UPCH-1682 | 1               | 36                |
| válogatásalbum Cycle Hit 1991-1997 Spitz Complete Single Collection | 2006. március 25.                                         | UPCH-9231 (korlátozott) UPCH-1481 (normál) | 1               | 110               |
| válogatásalbum Cycle Hit 1997-2005 Spitz Complete Single Collection | 2006. március 25.                                         | UPCH-9232 (korlátozott) UPCH-1482 (normál) | 3               | 59                |
| 12. nagylemez Szazanami CD                                          | 2007. október 10. 2008. december 17.                      | UPCH-1620 UPCH-1683 | 1               | 15                |
| 13. nagylemez Togemaru                                              | 2010. október 27.                                         | UPCH-1803 | 2               | 33                |
| különleges album Orutana                                            | 2012. február 1.                                          | UPCH-1863 | 3               | 17                |
| 14. nagylemez Csiiszana ikimono                                     | 2013. szeptember 11.                                      | UPCH-9887 (Deluxe Edition, SHM-CD+2BD) UPCH-9888 (Deluxe Edition, SHM-CD+2DVD) UPCH-9889 (korlátozott, SHM-CD+BD) UPCH-9890 (korlátozott, SHM-CD+DVD) UPCH-1946 (normál)                                             | 1               | 28                |
| 15. nagylemez Szamenai                                              | 2016. július 27.                                          | PDCJ-1078 (Spitzbergen Members Limited Edition, 2SHM-CD+1BD) PDCJ-1079 (Spitzbergen Members Limited Edition, 2SHM-CD+1DVD) UPCH-7166 (korlátozott, SHM-CD+BD) UPCH-7167 (korlátozott, SHM-CD+DVD) UPCH-2086 (normál) | 2               |                   |

### 7 hüvelykes kislemezek
| Cím                                     | Megjelenés          | Katalógusszám |
| --------------------------------------- | ------------------- | ------------- |
| Spitz Golden Hit Series SP-001 Robinson | 1995. augusztus 25. | POKH-1001     |
| Spitz Golden Hit Series SP-002 Cherry   | 1996. július 7.     | POKH-1002     |
| Spitz Golden Hit Series SP-003 Nagisza  | 1997. augusztus 8.  | POKH-1003     |

### Hanglemezek
| Cím                                                                    | Megjelenés         | Katalógusszám |
| ---------------------------------------------------------------------- | ------------------ | ------------- |
| 7. nagylemez (Spitz Analog Disc Collection Vol. 1) Indigo csiheiszen   | 1997. január 1.    | POJH-1003     |
| 6. nagylemez (Spitz Analog Disc Collection Vol. 2) Hacsimicu           | 1997. február 2.   | POJH-1004     |
| 5. nagylemez (Spitz Analog Disc Collection Vol. 3) Szora no tobikata   | 1997. március 3.   | POJH-1005     |
| 4. nagylemez (Spitz Analog Disc Collection Vol. 4) Crispy!             | 1997. április 4.   | POJH-1006     |
| 3. nagylemez (Spitz Analog Disc Collection Vol. 5) Hosi no kakera      | 1997. május 5.     | POJH-1007     |
| 2. nagylemez (Spitz Analog Disc Collection Vol. 6) Namae vo cuketejaru | 1997. június 6.    | POJH-1008     |
| 1. nagylemez (Spitz Analog Disc Collection Vol. 7) Spitz               | 1997. július 7.    | POJH-1009     |
| 8. nagylemez Fake Fur                                                  | 1998. július 7.    | POJH-1022     |
| különleges album Kacsófúgecu                                           | 1994. április 7.   | POJH-1032/3   |
| 9. nagylemez 8823                                                      | 2000. július 26.   | POJH-1052     |
| 10. nagylemez Mikazuki Rock                                            | 2003. március 5.   | UPJH-1032/3   |
| 11. nagylemez Souvenir                                                 | 2005. április 20.  | UPJH-1041/2   |
| 12. nagylemez Szazanami LP                                             | 2007. december 26. | UPJH-9397/8   |
| 13. nagylemez Togemaru                                                 | 2011. április 13.  | PDJJ-1002/3   |
| 14. nagylemez Csiiszana ikimono                                        | 2013. november 1.  | PDJJ-1044/5   |
| 15. nagylemez Szamenai                                                 | 2016. július 27.   | UPJH-9017/8   |

### Sonosheetek, magnókazetták
| Cím                                      | Megjelenés     | Számlista                                                                                       | Megjegyzés                     |
| ---------------------------------------- | -------------- | ----------------------------------------------------------------------------------------------- | ------------------------------ |
| magnókazetta Spitz                       | 1986. február  | One Two! One Two! Zasiki inu no uta Happy Day Anarchist Doro darake Hachiódzsi Muszunde hiraite | 70-es darabszámra korlátozva   |
| sonosheet Tori ni natte/UFO no mieru oka | 1986. november | Tori ni natte UFO no mieru oka                                                                  | 1000-es darabszámra korlátozva |
| magnókazetta Happy Day                   | 1987. április  | Boku va Jet Hare no hi va pukapukapú Kumo sónen ga hasiru Happy Day                             |                                |
| magnókazetta Koi no uta                  | 1987. július   | Koi no uta Fuzz Guitar                                                                          |                                |

### Videók
| Cím                                                                             | Megjelenés                                                   | Katalógusszám |
| ------------------------------------------------------------------------------- | ------------------------------------------------------------ | --- |
| klipgyűjtemény Szora to Video                                                   | 1995. április 26.                                            | POVH-1046 |
| koncertfelvétel Jamboree 1                                                      | 1996. október 10.                                            | POVH-1052 (DVD) POLH-1052 (LD) |
| klipgyűjtemény Szora to Video 2                                                 | 1997. július 7.                                              | POVH-1057 |
| koncertfelvétel Jamboree 2                                                      | 1999. április 7.                                             | POVH-1076 |
| klipgyűjtemény Szora to Video 3                                                 | 2000. szeptember 6. 2003. február 19. (leszállított árú DVD) | UPVH-1001 (VHS) UPBH-1009 (DVD) UPBH-9085 (leszállított árú DVD)                                                                      |
| klipgyűjtemény Szora to Video Custom Video Clip Chronicle 1991-2001             | 2001. június 6. 2003. február 19. (leszállított árú DVD)     | UPBH-1025 UPBH-9086 |
| koncertfelvétel Szora to Video Custom Live Chronicle 1991-2000                  | 2001. június 6. 2003. február 19. (leszállított árú DVD)     | UPBH-1026 UPBH-9087 (leszállított árú DVD)                                                                                            |
| koncertfelvétel Hóró hajabusza dzsundzsó szugoroku Live 2000-2003               | 2003. december 17. 2013. december 18.                        | UPBH-9135/6 UPBH-1356 |
| klipgyűjtemény Szora to Video 4                                                 | 2005. augusztus 3.                                           | UPBH-1170 |
| koncertfelvétel Jamboree Tour 2009: Szazanami OTR Custom at Saitama Super Arena | 2009. november 4.                                            | UPBH-9442 (korlátozott) UPBH-1239 (normál)                                                                                            |
| klipgyűjtemény Szora to Video Complete 1991-2011                                | 2011. április 6.                                             | UPBH-9468–70 (korlátozott) UPBH-1278/9 (normál)                                                                                       |
| koncertfelvétel Togemaru 20102011                                               | 2011. december 21.                                           | UPXH-9001 (korlátozott, 2BD+2CD+fotókönyv) UPBH-9484 (korlátozott, 2DVD+2CD+fotókönyv) UPXH-1003 (normál, BD) UPBH-1299 (normál, DVD) |
| koncertfelvétel Jamboree 3: Csiiszana ikimono                                   | 2015. július 1.                                              | UPXH-1020 (BD) UPBH-1387 (DVD) |
| koncertfelvétel The Great Jamboree: Festivarena Nippon budókan                  | 2016. január 1.                                              | UPXH-9011 (korlátozott, 1BD+2CD) UPBH-9530 (korlátozott, 2DVD+2CD) UPXH-1025 (normál, BD) UPBH-1393/4 (normál, 2DVD)                  |